# 1999 en gymnastique
| Années de la gymnastique : 1996 - 1997 - 1998 - 1999 - 2000 - 2001 - 2002    |
| Décennies de la gymnastique : 1960 - 1970 - 1980 - 1990 - 2000 - 2010 - 2020 |

Les faits marquants de l'année 1999 en gymnastique

## Principaux rendez-vous
- 28-30 mai : 15e championnats d'Europe de gymnastique rythmique à Budapest en Hongrie.
- 4-6 juin : 5e championnats du monde de gymnastique aérobic à Hanovre en Allemagne.
- 9-14 septembre : épreuves de gymnastique aux VIIes Jeux africains à Johannesbourg en Afrique du Sud.
- 8-16 octobre : 34e championnats du monde de gymnastique artistique à Tianjin en Chine.
- 4-7 novembre : 16e championnats du monde de gymnastique acrobatique à Gand en Belgique.
- 3-5 décembre : 1re édition des championnats d'Europe de gymnastique aérobic à Birmingham au Royaume-Uni.

## Naissances
- 10 février : Omar Mohamed, gymnaste artistique égyptien.
- 21 février : Adem Asil, gymnaste égyptien puis turc.
- 8 mai : Rebeca Andrade, gymnaste artistique brésilienne.
- 7 juillet : Robin Casse, gymnaste acrobatique belge.
- 16 septembre : Mao Yi, gymnaste artistique chinoise.
- 30 octobre : Wang Yan, gymnaste artistique chinoise.
- 20 décembre : George Wood, gymnaste acrobatique britannique.
- Date précise inconnue ou non renseignée :
  - Manel Gharbi, gymnaste rythmique tunisienne.

## Décès
- 2 février : Michel Mathiot, gymnaste artistique français, né le 23 août 1926.
- 17 avril : Georges Miez, gymnaste suisse, né le 2 octobre 1904.
- 23 octobre : Gertrud Meyer, gymnaste artistique allemande, née le 13 juillet 1914.